# Oberonia klossii
Oberonia klossii är en orkideart som beskrevs av Henry Nicholas Ridley. Oberonia klossii ingår i släktet Oberonia och familjen orkidéer. Inga underarter finns listade i Catalogue of Life.